# Nonni en Manni
Nonni en Manni (1988) is de titel van een populaire IJslandse jeugdserie, die in Nederland meermaals is uitgezonden door de VPRO. De zesdelige televisieserie is gebaseerd op de verhalen van de bekende IJslandse kinderboekenschrijver Jón Sveinsson, ook bekend onder zijn koosnaam Nonni.
Sveinssons boeken over Nonni zijn geïnspireerd op zijn eigen jeugd in IJsland. Het personage van Manni is gebaseerd op zijn jongere broertje Ármann (koosnaam Manni). De serie vertelt het verhaal van de 12-jarige Nonni en zijn broertje Manni, die in 1869 met hun moeder Sigrid en hun oma op een boerderij ergens in IJsland wonen. De jongens verlangen naar de thuiskomst van hun vader, die naar Zuid-Amerika is getrokken om daar te werken. Die hoop vervliegt als op een dag Harald Helgasson in de haven arriveert. Harald vertelt de broers dat hij een vriend is van hun vader. Hun vader blijkt te zijn gestorven aan koorts, en zal dus nooit meer naar huis terugkeren. Harald heeft hem vlak voor zijn dood beloofd zijn gezin in IJsland te helpen.
Hoewel de jongens al snel bevriend raken met Harald, claimt koopman Magnus Hansson, die in het dorp verderop woont, dat Harald een moordenaar is. Als de vriend van hun vader door die beschuldigingen in de problemen komt, besluiten Nonni en Manni hem te helpen. Dat besluit is het begin van een reeks spannende avonturen.
'Nonni en Manni' is in Nederland verschillende keren door de VPRO uitgezonden. De serie was zeer geliefd bij het publiek, en werd voor het laatst uitgezonden bij Villa Achterwerk in december 2006, na verzoeken van kijkers. Naast het verhaal werden ook de indrukwekkende beelden van het IJslandse landschap positief door het publiek ontvangen. Delen van de serie zijn overigens in Noorwegen opgenomen.
De serie omvat in totaal zes afleveringen, elk van ongeveer 50 minuten. De serie is in het Engels opgenomen, en werd in Nederland met ondertiteling uitgezonden. De serie werd geregisseerd door Ágúst Guðmundsson.